# Ульяновка (Ульяновская область)
Ульяновка — деревня в составе Ленинского городского поселения Барышского района Ульяновской области. 

## География
Находится на расстоянии 24 км на юг по прямой от районного центра города Барыш.

## История
В 1913 году в селе было учтено 90 дворов и 543 жителя. В 1996 году отмечалось наличие 79 жителей, преимущественно чувашей. В 1990-е годы работал СПК "Пламя Революции". В советский период был также известен местный колхоз «Заветы Ильича» .

## Население
Постоянное население составляло 4 человека в 2002 году (75% русские), 5 по переписи 2010 года.